# Якутский район (Иркутская губерния)
Якутский район — район, существовавший в Иркутской губернии РСФСР.
Образован решением Сибревкома 20 апреля 1920 года путём присоединения Якутской области к Иркутской губернии.
4 июня 1920 года постановлением Иркутского губкома РКП(б) для руководства якутской парторганизацией было создано Якутское районное организационное бюро РКП(б). Секретарем райоргбюро был назначен М.К. Аммосов.
Однако, уже 21 августа 1920 года решением того же Сибревкома Якутии был присвоен статус губернии, и район был упразднён.